# Quo vado?
Pour plus de détails, voir Fiche technique et Distribution.
Quo Vado? est une comédie italienne écrite et réalisée par Gennaro Nunziante et sortie en 2016.

## Synopsis
Dans un lieu indéterminé de la savane africaine, Checco Zalone est capturé par un groupe d'indigènes. Amené devant le chef de la tribu, Checco essaie de le convaincre de le laisser partir et de le laisser continuer son voyage, en commençant à raconter son histoire et pourquoi il est là.
Checco est un garçon des Pouilles qui a comblé toutes les attentes qu'il avait de sa vie : il vit chez ses parents pour éviter les responsabilités de l'indépendance et ne pas avoir à payer de loyer et de factures, il ne s'est jamais marié mais a toujours été éternellement fiancé à Pénélope pour éviter les responsabilités du mariage, et surtout il a réussi à obtenir un emploi sûr en obtenant un poste permanent de fonctionnaire : il travaille comme fonctionnaire au bureau provincial de la chasse et de la pêche, où il tamponne les permis des chasseurs et des pêcheurs.
Ainsi, Checco est confronté à une vie qui fait des envieux. Un jour, cependant, tout change, car en 2015, le gouvernement lance une réforme de l'administration publique qui prévoit des économies sur les employés publics, en supprimant un grand nombre d'entre eux. Convoqué au ministère par l'impitoyable directeur, le Dr Sironi, Checco est confronté à un choix difficile : quitter son emploi fixe ou le conserver en étant licencié et muté loin de chez lui. Pour Checco, le poste permanent est sacré, il accepte donc le transfert.
Pour le convaincre de démissionner, le docteur Sironi le fait muter plusieurs fois, dans différents lieux, dans des rôles de plus en plus improbables et dangereux, mais Checco s'intègre partout et résiste à tout (sans accepter les indemnités de plus en plus alléchantes proposées par Sironi en cas de démission), comme le lui conseille son idole, le sénateur âgé Nicola Binetto, qui lui rappelle sans cesse que son emploi fixe est la chose la plus précieuse qu'il puisse avoir.
À un certain moment, Sironi, fatiguée et furieuse, le transfère dans l'endroit le plus inhospitalier qu'elle puisse trouver pour le faire démissionner : l'archipel isolé du Svalbard, en Norvège. Là se trouve une base scientifique italienne où Checco a pour mission de défendre les chercheurs contre les attaques des ours polaires. Après une journée de travail là-bas, Checco décide presque d'abandonner son poste bien-aimé, mais change d'avis lorsqu'il rencontre le Dr Valeria Nobili, une chercheuse employée à la base. Checco et Valeria tombent amoureux et commencent à vivre ensemble dans la maison de Valeria à Bergen, en Norvège continentale, avec les trois enfants qu'elle a eus de trois pères différents et de trois nationalités différentes. Malgré le choc initial, Checco s'acclimate rapidement à la société progressiste et égocentrique et aux lois pro-environnementales strictes typiques des pays d'Europe du Nord. Cependant, il trouve la saison hivernale norvégienne déprimante ; il a le mal du pays et la cuisine et la culture italiennes lui manquent. Checco et Valeria parviennent à déménager en Italie. Checco semble heureux de son nouveau travail, mais Valeria ne parvient pas à s'adapter aux conditions de vie exigeantes qui nécessitent des compromis et des pots-de-vin. Lassée, Valeria quitte l'Italie et Checco retrouve son poste permanent dans sa ville natale.
Plus tard, il reçoit la nouvelle que Valeria est enceinte de son enfant en Afrique du Sud. Checco se rend en Afrique du Sud, mais Valeria est mécontente de la décision de Checco de jongler à la fois avec les responsabilités de la paternité et de son poste fixe de fonctionnaire. Checco choisit de laisser tomber son emploi, utilise l'argent de Sironi pour acheter des vaccins pour un camp médical africain et recommence sa vie en tant qu'assistant de Valeria.

## Fiche technique
Sauf indication contraire, les informations mentionnées dans cette section peuvent être confirmées par la base de données cinématographiques IMDb,  présente dans la section « Liens externes ».
- Titre original : Quo Vado?
- Titre français : Quo Vado?
- Réalisation : Gennaro Nunziante
- Scénario : Gennaro Nunziante, Checco Zalone
- Photographie : Vittorio Omodei Zorini
- Montage : Pietro Morana
- Musique : Checco Zalone
- Pays de production :  Italie
- Langue de tournage : italien
- Format : couleur
- Genre : comédie
- Durée : 86 minutes
- Dates de sortie :
  - Italie : 1er janvier 2016

## Distribution
- Checco Zalone : Checco
- Eleonora Giovanardi : Valeria
- Sonia Bergamasco : Dottoressa Sironi
- Maurizio Micheli : Peppino
- Ludovica Modugno : Caterina
- Antonino Bruschetta : Ministro Magno
- Pippo Crotti :
- Paolo Pierobon : Ricercatore scientifico
- Lino Banfi : Senatore Binetto (non crédité)

## Remake
Le film est adapté en France par Jérôme Commandeur sous le titre Irréductible sorti le 29 juin 2022.